# Azúcar Moreno
Azúcar Moreno és un duo musical espanyol format per les germanes Encarna (10 de gener de 1961) i Toñi Salazar (14 de març de 1963), que va gaudir de gran èxit internacional en les dècades dels anys 1990 i 2000. Van participar en el Festival de la Cançó d'Eurovisió en 1990 obtenint un cinquè lloc.

## Carrera

### Començaments artístics
Nascudes a Extremadura i criades a Madrid, van començar realitzant els cors als seus germans Los Chunguitos, fins que al 1982 capten l'atenció d'una discogràfica. Al 1984, llancen al mercat el seu primer àlbum anomenat Con la Miel en los Labios amb el qual van aconseguir ser disc d'or. Al 1986, després de l'embaràs de Toñi Salazar, van llançar Estimúlame i dos anys més tard es publica Carne de Melocotón, on va sortir el seu primer èxit, "Debajo del Olivo" (a duo amb Tijeritas).

### Eurovisió 1990
Al 1990 són triades per a representar a Espanya en el Festival d'Eurovisió a Zagreb (Croàcia) amb el tema "Bandido", finalitzant en 5a posició. A l'inici de l'actuació es va produir una errada tècnica que figura entre les anècdotes més recordades de la història del festival. Actuaven obrint el certamen i la pista pregrabada de so que havia de sincronitzar-se amb l'orquestra en directe, va sortir tard per error d'un operari de la televisió iugoslava. Azúcar Moreno va reaccionar retirant-se de l'escenari en adonar-se que hi havia una fallada. Després d'uns segons de confusió, van tornar a començar l'actuació. "Bandido", es va convertir en un èxit a Espanya, Amèrica Llatina i Turquia.
"Bandido", va ser seleccionada el 2005 per la Unió Europea de Radiodifusió com una de les millors cançons i actuacions de la història del certamen, editant-se en el DVD i CD del 50 aniversari del festival, Congratulations: 50 years. A més de ser la cançó amb la intro més llarga del festival.

### Èxit
Després del seu pas pel festival li van seguir nombrosos èxits a Espanya, els Estats Units, Mèxic, Veneçuela, Xile, l'Argentina, l'Equador, l'Uruguai, Paraguai, Bolívia, Colòmbia, Turquia, Polònia, Itàlia, el Brasil, Portugal, Alemanya, Rússia i el Japó. Alguns dels seus temes van entrar en la llista del Hot Latin: "Mambo" (6), "Tú Quieres Más (Porque te Amo)" (12) i ""Ven, Devórame otra Vez" (9). Així mateix el seu disc Mambo (1991), va arribar al número 5 del Latin Pop Albums. al costat d'artistes de la talla de Cher i Madonna. Després va venir Ojos Negros (1992), L'amor (1994); la cançó "El Amor" que dona títol al disc (van rebre el Billboard Music Award al millor grup espanyol) va ser part de la banda sonora de la pel·lícula de Hollywood, L'Especialista. Dos anys després, va sortir l'àlbum Esclava de tu Piel (1996) on trobem èxits com "Sólo se Vive una Vez" (es va convertir en la cançó de l'estiu a Espanya i en un dels seus hits més internacionals). Aquest disc va arribar al número 43 en el Top Latin Albums dels Estats Units i van aconseguir 5 discos de platí a Espanya.
Al 1998 editen Olé, a l'any 2000, va sortir al mercat Amén, al 2003 van publicar Desde el Principio, i al 2006 llancen Bailando con Lola (homenatjant l'artista i amiga Lola Flores). D'aquest disc s'extreuen temes com "Clávame" (el qual van presentar a TVE amb la intenció de tornar a Eurovisió, però va ser desestimada enfront la proposta guanyadora de Las Ketchup).

### Separació
El 27 de novembre de 2007 el duo va anunciar la seva retirada temporal de la música, mentre Encarna es va sotmetre a un tractament contra el càncer de mama, que va arribar a superar. Totes dues artistes duen a terme sense èxit les seves carreres en solitari, mentre la premsa rosa es fa ressò de la deterioració de la relació personal entre les germanes.

### Retorn
El retrobament públic va tenir lloc a Tu cara me suena el 2013 a manera de regal per als afeccionats i com a símbol de la seva volta a la indústria musical com a duo, encara que ja havien reprès la relació personal, prèviament. Van començar a fer entrevistes en diferents programes de televisió anunciant la seva reconciliació i al 2014 reprenen la seva carrera conjunta amb la gira "30 aniversario Tour". Durant els anys següents, van seguir amb la seu gira ampliant-la a alguns llocs de Llatinoamèrica i van continuar publicant singles.
Al 2019, totes dues germanes participen a Supervivientes.
També en 2019, TVE va dedicar un dels capítols del seu programa Lazos de sangre als Salazar.

### Benidorm Fest
Al desembre de 2021 es va donar a conèixer que el duo era un dels candidats del Benidorm Fest per a representar a Espanya en Eurovisió 2022 a Torí amb la cançó "Postureo".

## Discografia

### Àlbums d'estudi
Azúcar Moreno ha superat els 10 milions de discos venuts.
- 1984: Con la Miel en los Labios (+50.000 còpies)
- 1986: Estimúlame (+50.000 còpies)
- 1988: Carne de Melocotón (+80.000 còpies)
- 1990: Bandido (+1.500.000 còpies)
- 1991: Mambo (+400.000 còpies)
- 1992: Ojos Negros (+400.000 còpies)
- 1994: El Amor (+800.000 còpies)
- 1996: Esclava de tu Piel (+700.000 còpies)
- 1998: Olé (+250.000 còpies)
- 2000: Amén (+300.000 còpies)
- 2001: Únicas (+400.000 còpies)
- 2003: Desde el Principio (+100.000 còpies)
- 2006: Bailando con Lola (+80.000 còpies)
- 2020: El Secreto

### Recopilatoris
- 1989 Mix in Spain (Remix)
- 1990 Bandido y otros grandes éxitos
- 1990 The Sugar Mix Album (Remix)
- 1992 Carne de Melocotón y otros grandes éxitos
- 1994 Mambo y otros grandes éxitos
- 1995 20 Grandes Éxitos
- 1996 Inolvidables
- 1997 Mucho Azúcar (Grandes Éxitos) (+50.000 còpies)
- 1999 Éxitos Originales
- 2000 Solo Azúcar
- 2000 Hazme el Amor
- 2003 Los Esenciales
- 2005 20 Éxitos Originales
- 2014 Esencial Azúcar Moreno